# Resolutie (geluidsmeting)
De resolutie bij geluidsmetingen is de fijnheid waarmee het frequentiespectrum van geluid wordt uiteengerafeld. Een ander woord voor resolutie is oplossend vermogen. Bij andere type metingen wordt ook gesproken van resolutie.

## Korte introductie
Geluid bestaat in de meeste gevallen uit verschillende frequenties, maar het resultaat van een geluidsmeting wordt meestal in één enkel getal uitgedrukt, die aangeduid wordt met een waarde in decibel, afgekort dB. Om de eigenschappen van het menselijk gehoor in rekening te brengen wordt voor geluid in de woonomgeving of in de werkomgeving meestal een weging gebruikt over de verschillende frequenties die in het geluid aanwezig zijn. Het resultaat van deze zogeheten A-weging, is de dB(A).
- Voorbeeld: het geluid in deze fabriek heeft een niveau van 85 dB(A).

Voor onderzoeksdoeleinden is het zinvol om over informatie te beschikken over de verschillende frequenties die in het geluidssignaal zijn opgenomen. In dat geval worden metingen uitgevoerd om het niveau bij verschillende frequentiebanden in kaart te brengen. 
- Voorbeeld: het geluid in deze fabriek bestaat uit drie belangrijke componenten: Bij een frequentie van 100 Hz is het niveau 90 dB. Bij een frequentie van 630 Hz is het niveau 82 dB. Ten slotte is er bij 1000 Hz nog een belangrijke goed hoorbare component van 70 dB.

Deze informatie is van groot belang om de bronnen van het geluid te kunnen vaststellen.
De frequentiebanden waarin het geluid wordt onderverdeeld hebben een bepaalde bandbreedte, die in de eenheid van frequentie wordt uitgedrukt, de hertz, afgekort Hz. Een zeer fijne resolutie heeft bijvoorbeeld een bandbreedte van 1 Hz. Omdat het menselijk gehoor geluid beter kan onderscheiden in intervallen met een logaritmische schaal, worden vaak ook dit soort intervallen gebruikt.

## Verschillende resoluties
Geluidsmetingen kunnen plaatsvinden met verschillende fijnheid of resolutie. De meest gebruikte zijn, van grof naar fijn:
- Octaafbanden.[1] De frequenties worden verdeeld met een breedte van een factor 2, een octaaf. Dit is een internationaal gedefinieerde methode.
- Tertsbanden.[2] De frequenties worden verdeeld met een breedte van 1/3 octaaf. Deze resolutie kent ook een internationale definitie.
- Smalbandige logaritmische schalen, zoals de eentwaalfde-octaafbanden: Elke octaafband wordt in 12 gedeeld. Dit lijkt op de intervalafstanden uit de muziek van een kleine secunde. De een twaalfde octaaf wordt tegenwoordig niet meer gebruikt.
- Nog smallere banden via een FFT-analyse. Hier kan men alle kanten mee op. Er is geen sprake van standaardisatie. De methode hangt sterk af van het doel van de metingen.

Deze resoluties worden hierna achtereenvolgens toegelicht.

### Octaafbanden
De grofste resolutie die over het algemeen wordt gebruikt is een resolutie in octaafbanden. De frequentiebreedte van deze octaafbanden is een factor 2. In de meeste gevallen zijn metingen over het hoorbare gebied voldoende. Dan gebruikt men de volgende centrum frequenties voor de octaafbanden:
63 Hz
125 Hz
250 Hz
500 Hz
1000 Hz
2000 Hz
4000 Hz
8000 Hz
De vorm van de te gebruikte octaafbandfilters is internationaal vastgelegd. Hetzelfde geldt voor de 1/3 octaafbandfilters.
(Zie voor meer informatie over het interval octaaf in de muziek: Interval (muziek).

### Tertsbanden of 1/3-octaafbanden
Vaak is het wenselijk om over fijnere frequentie informatie te beschikken. De metingen worden dan geanalyseerd in tertsbanden, ook wel 1/3 octaafbanden genoemd. Elke octaafband wordt verdeeld in drie tertsbanden. Om het geluidniveau gemeten in tertsbanden om te rekenen naar het geluidniveau in octaafbanden, moeten de gemeten niveaus bij elkaar worden opgeteld in telkens drie tertsbanden.
Voorbeeld
Om het octaafband-geluidniveau in de 1000Hz-band te bepalen uit metingen in tertsbanden worden de geluidniveaus in de drie tertsbanden 800 Hz, 1000 Hz, en 1250 Hz bij elkaar opgeteld. De omgekeerde route, uit octaafbanden de tertsniveaus berekenen, is niet mogelijk zonder zeer veel aannames te maken. Het is dan beter de metingen opnieuw uit te voeren of opnieuw te analyseren.
De internationaal vastgestelde centrumfrequenties voor metingen in tertsbanden zijn opgenomen in de tabel hieronder. De gestandaardiseerde octaafbanden zijn daarbij benadrukt. Het betreft in deze tabel alleen frequentiebanden in het hoorbare gebied.
| 50 Hz 63 Hz 80 Hz 100 Hz 125 Hz 160 Hz 200 Hz 250 Hz 315 Hz | 400 Hz 500 Hz 630 Hz 800 Hz 1000 Hz 1250 Hz 1600 Hz 2000 Hz 2500 Hz | 3150 Hz 4000 Hz 5000 Hz 6300 Hz 8000 Hz 10000 Hz 12500 Hz 16000 Hz 20000 Hz |

#### Formules
Hieronder een tabel voor de bepaling van de ondergrens en bovengrens van octaafbanden en tertsbanden op basis van de centrumfrequentie f0.
|                                  | Octaaf    | 1/3 octaaf                 |
| Middenfrequentie                 | f0        | f0                         |
| Ondergrens van de frequentieband | f0 / 21/2 | f0 / (21/2)1/3 = f0 / 21/6 |
| Bovengrens van de frequentieband | f0 x 21/2 | f0 x (21/2)1/3 = f0 x 21/6 |

### Smalbandige logaritmische schalen
Niet zo gebruikelijk als octaafband- of tertsbandanalyse worden ook wel 1/6, 1/12 en 1/24 octaafbandanalyses gebruikt.

### Smalbandige analyse
Als er behoefte is aan een nog grotere frequentieresolutie kan een fourieranalyse worden gemaakt. Vaak gebruikt men hiervoor het FFT-algoritme. De resolutie van een smalbandige analyse is volledig vrij en de mogelijkheden zijn onbeperkt. Een frequentieresolutie van 1 Hz is bijvoorbeeld heel goed mogelijk, mits de meettijd voldoende lang is. Als de meting maar kort is, moet er voor een grovere frequentieresolutie worden gekozen, dan als er een heel lange meettijd beschikbaar is. 
De vorm van te gebruiken (digitale) filters kan vrij worden gekozen, afhankelijk van het doel van de analyse. Een veel gebruikt filter is het Hanning-filter. De keus van het filter beïnvloedt de nauwkeurigheid van het bepaalde niveau, maar ook de breedte van de frequentiebanden. Afhankelijk van het meetdoel dient het optimale filter te worden gekozen.

## Verschil tussen smalbandige analyse en tertsbandanalyse
Een groot verschil tussen fourieranalyse en analyse in tertsbanden is dat de eerste een lineaire frequentieschaal heeft en de tweede een logaritmische schaal. Hierdoor ziet het spectrum er geheel anders uit. Bij een fourieranalyse worden de laagste frequenties samengeperst. Het menselijk gehoor heeft, net als voor het niveau het geval is, voor frequenties een logaritmisch gedrag. Het interval tussen twee octaven wordt telkens natuurlijk ervaren als bij elkaar behorende tonen. Het gebruik van een tertsbandanalyse geeft dus beter de menselijke waarneming weer dan een fourieranalyse. Voor wetenschappelijk onderzoek naar geluid daarentegen is een fourieranalyse meestal vereist, omdat het een veel gedetailleerder inzicht levert.